# Etnocentrisme

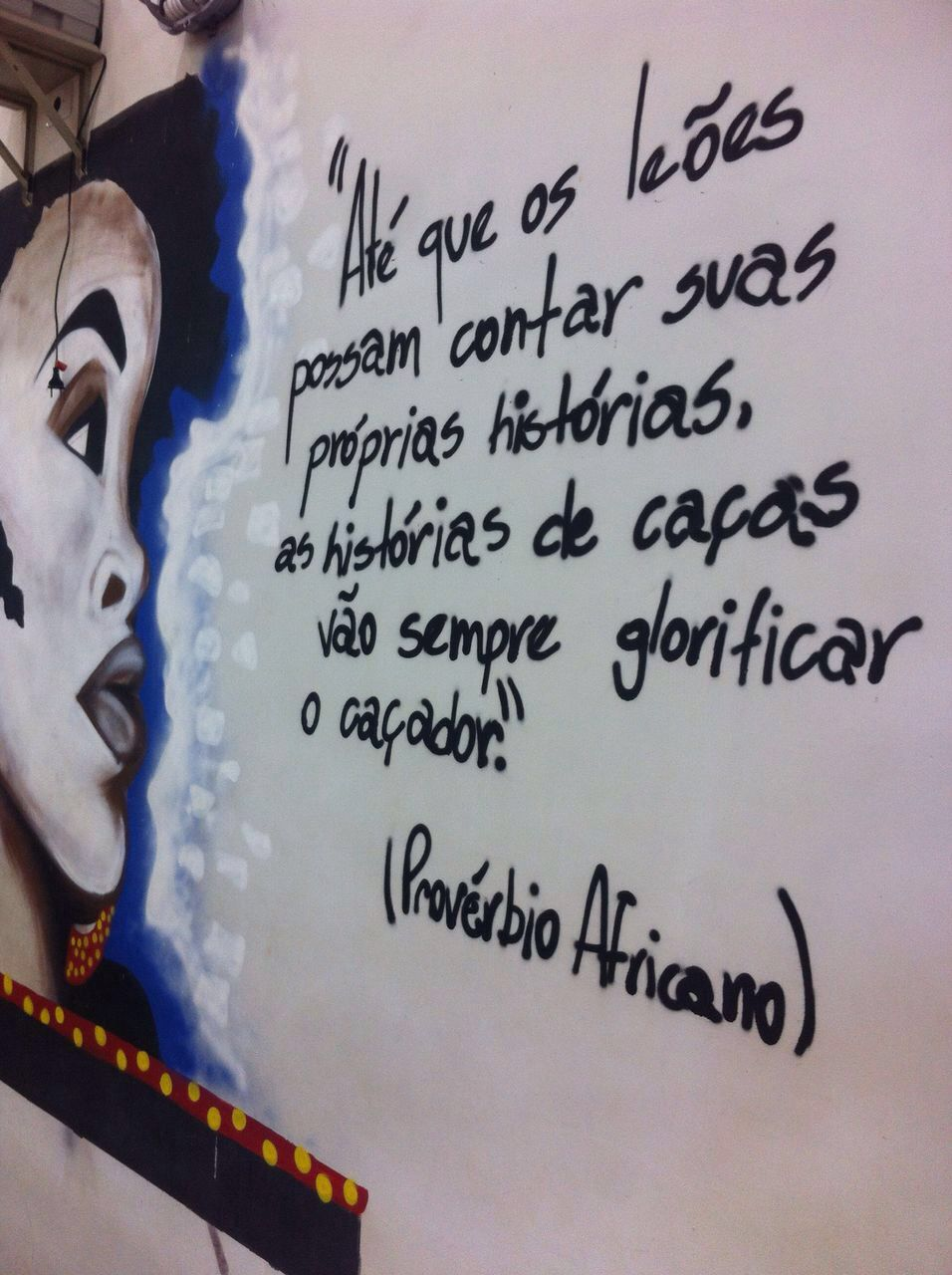

L'etnocentrisme és l'actitud de descriure i avaluar un altre grup ètnic, cultura o grup social d'acord amb els estàndards, la llengua, i valors de la cultura o grup propis. També sol tenir el significat a priori de considerar el seu grup superior als altres grups. L'etnocentrisme religiós veu la pròpia creença religiosa com a superior a les altres i, sovint, que les altres són herètiques o dolentes. Existeix també un etnocentrisme invertit: considerar la pròpia cultura o grup ètnic com a inferior a d'altres i que resulta un obstacle per a la prosperitat o el desenvolupament personal.
És una mirada sobre realitats socials, culturals o ètniques alienes prenent com a referència valors i paràmetres culturals propis. Aquesta pràctica, moltes vegades inconscient, reforça els imaginaris i discursos sobre l'alteritat, i enclou el perill de fomentar actituds i sentiments racistes o supremacistes, d’incomprensió i menysteniment envers realitats o grups que no són els propis. La superació de visions etnocèntriques fa que un terme com ara «tràfic de blanques», emprat per designar una modalitat de violència masclista, avui s'hagi substituït per «tràfic de dones».
Cada poble ha tendència a privilegiar la seva pròpia cultura i a rebutjar fora de la humanitat els altres homes. La paraula «bàrbar» d'origen grec, és una onomatopeia de gent que veien la llengua dels veïns com un lleig sorrol, incomparable amb la bellesa de la llengua pròpia.
L'etnocentrisme pot ser un mecanisme que creï afecte, lleialtat o emocions cap a aquest grup, i se'n destaquen tota mena d'atributs per tal de sentir-se'n orgullós. Però també pot provocar exclusió; sobretot en temps de crisi econòmica, es busca la figura del cap de turc, tenir un enemic comú uneix el grup; llavors, l'etnocentrisme acostuma a crear estereotips negatius dels altres grups i pot anar acompanyat de racisme o xenofòbia, discriminació, prejudicis, segregació. En l'atenció sanitària una actitud etnocèntrica pot malmetre la relació assistencial.
L'etnocentrisme afecta les creences, però també pot influir la percepció, com prova el biaix interracial. Un posicionament filosòfic a la consideració de superioritat en l'etnocentrisme és el relativisme cultural. Entren en l'anecdotari etnocèntric, els llibres de texts utilitzats per la França a les colònies africanes, però és un bell exemple. S'hi parlava «dels nostres antecessors, els gals», com si els africans no haguessin tingut antecessors i com si llur història només començava amb la colonització. Se'n pot veure un altre exemple al llibre Tintín al Congo al qual Tintín ensenya als congolesos que parlen un francès aproximatiu la «geografia de llur país»… Bèlgica, tot i que en altres àlbums Hergé oscil·la entre admiració i respecte per altres cultures i el seu eurocentrisme.

## Etnocentrismes particulars
- Centrisme estatunidenc
- Eurocentrisme, que fa la mirada del món a partir de l'experiència europea occidental
  - Anglocentrisme: Anglaterra, Regne Unit, món de parla anglesa o d'arrels anglosaxones
  - Hispanocentrisme: Espanya, Castella, món de parla castellana
- Sinocentrisme: Xina